# Парламентские выборы в Германии (1919)
Выборы в Веймарское учредительное собрание состоялись 19 января 1919 года и стали первыми общенациональными выборами после Ноябрьской революции для формирования временного учредительного правительства на территории Германской Империи. Данные выборы стали первыми общенациональными выборам в Германии, где использовалось пропорциональное представительство, а женщины получили право голоса. В преддверии выборов, из числа уже существовавших партий, начали появляться новые политические движения, однако на тот момент без значимых изменений в политическом поле государства.
По итогам выборов, СДПГ стала крупнейшей партией государства, однако не могла в одиночку сформировать правительство, благодаря чему была сформирована так называемая Веймарская коалиция из СДПГ, Центра и НДП.

## Предвыборная кампания
После поражения в Первой мировой войне, а также падения монархии, политический строй Германского государства изначально было крайне туманным. Временное правительство в лице Совета Народных Уполномоченных во главе лидера крупнейшей парламентской партии — СДПГ Фридриха Эберта, постановило о том, что государственные вопросы, а также вопросы по конституции будет передано учредительному собранию, что соответствовало желаниям НННП, большей части НСДПГ и буржуазных партий. Негативно на данное решение отреагировало только левое крыло НСДПГ и союз Спартака, которые требовали советское государство по модели РСФСР 1918 года. Данный момент вызвал широкие дебаты среди сторонников учредительного собрания. СДПГ настаивала на как можно более ранней дате созыва данного собрания, дабы узаконить своё правительство и виденье государственного строя на официальном, демократическом уровне. НСДПГ же наоборот требовала позднюю дату выборов, дабы получить время для манёвров — обобществления экономики, агитации и демократизации государственной службы, установления советов.
На первом рейхсъезде рабочих и солдатских советов, состоявшемся в период с 16 по 18 декабря 1918 года, вопрос об учредительном собрании стала главной темой для дебатов. Большинство членов съезда было на стороне, либо симпатизировали СДПГ, и отклонили всякие требования НСДПГ, постановив подавляющим большинство провести 19 января 1919 года — на ранней дате проекта проведения выборов. Совет народных уполномоченных в ответ предложил 16 февраля 1919 года, однако оно не было принято. Советы по сути самоустранились от управления государством в пользу парламентской демократии.
В результате подавления рождественских беспорядков, из совета народных уполномоченных вышла НСДПГ, а 31 декабря 1918 года была основана КПГ. Уже 5 января началось Спартаковское восстание, которое было жестоко подавлено правительственными войсками. В Бремене было сформировано советское правительство, которое также будет подавлено правительственными войсками. В Руре же проходят выступления социалистов с требованием фундаментальных изменений в экономике страны.
Таким образом, выборы происходили на фоне политического оживления и беспорядков на территории государства.

## Избирательная система и право
30 ноября 1918 года был принят единый избирательный регламент, который устанавливал на всей территории государство всеобщее, равное, тайное и прямое избирательное право. Также, право голоса было предано женщинам и солдатам (до этого у них право голоса фактически не было. Группировка войск в России отправили двух депутатов от себя на учредительное собрание - Петера Кронена и Пауля Родемана, обеих от СДПГ), а возрастной ценз был снижен с 25 до 20 лет. Таким образом, изменение закона повлекло резкий рост число граждан, обладающих правом голосом. 
Избирательная система - пропорциональная по нескольким десяткам многомандатным округам (38 округов с многочисленными внутренними округами) по методу д'Одта. Теперь на одного депутатов приходилось около 150.000 жителей. 
За исключением Эльзас-Лотарингии, провинции Позень, что перешла под контроль Польши после познанского восстания и колоний, оккупированных Антантой, выборов прошли на всей территории Германии. Хоть Австрия и желала присоединиться к Германии, там выборы проведены не были.

## Политические силы
НСДПГ и СДПГ сразу после оглашения о выборах, приняли решения баллотироваться на выборах в существующей форме. При этом, Либкнехт и Люксембург высказались за участие КПГ на выборах, большинство депутатов съезда партии отказались от участия.
В партии Центра же преобладало консервативное крыло, выступавшее резко против революции, но было и влиятельное левое крыло, представленное Маттиасом Эрцбергером, который был сторонником республиканской демократии. Внутри партии шли ожесточённые дебаты о том, должна ли она оставаться католической партией, или стать христианской многоконфессиональной партией. В конечном итоге, партия остановилась на статусе-кво. Итогом дискуссии стало то, что на выборах в учредительное собрание, партия официально выдвинулась под наименованием «Христианская народная партия» (ХНП). В социальном плане, партия официально декларировала представительство интересов большей части католической Германии — от рабочих и среднего класса до предпринимателей и бывшего дворянства. Серьёзной проблематикой партией для избирателя стала так называемая «культурная война», развязанная ещё прусским министром культуры Адольфом Хоффаманом. В результате, партия вела агрессивную компанию в первую очередь против социал-демократов.
При этом, католический избирательный блок раскололся — 12 ноября 1918 года Баварская народная партия официально вышла из партии Центра, опасаясь антипрусских тенденций и роста влияния левого крыла, что раздражало консервативных избирателей, а также фермеров, что вело к потере потенциального электората.
Также стоит выделить тенденции к повальным реорганизациям, воссозданиям и борьбе за власть в партиях. Многие из новых партий называли себя «народными партиями», дабы отделить от себя социалистов и католиков.
Немецкая демократическая партия (НДП) образовалась в ноябре 1918 года, яро приветствовала крушение монархии, выступала против левых и правых радикалов, а также заявила о поддержке народно-демократического государства, стремясь проводить социально-политические реформы, предусматривая обобществление монополий. Среди сторонников партии были либерально настроенные рабочие, представители среднего класса, а также люди с высшим образованием. Сторонники партии в основном вышли из леволиберальной Прогрессивной народной партии Германии, либо из национал-либеральных партий. Главная идея партии на выборы состояла в том, чтобы стать коалиционной партией с включением в неё большинства национал-либералов, что, правда, не получилось.
Немецкая народная партия (ННП), возникшая в конце 1918 года, пришла на смену национал-либералов. Партия представляла собой собрание правых либеральных сил и подчёркивала свою позицию по национальным вопросам. Большая часть её членов и сторонников оплакивала потерю империи и считали это национальной трагедией. Партия получила поддержку предпринимателей и промышленников, в том числе за счёт отвержение любой формы социализма или социализации и считала себя защитницей частной собственности и сельского хозяйства.
Немецкая национальная народная партия (НННП) придерживалась правого радикализма, консерватизма и де-факто была преемницей СКП Германской Империи. Помимо консерваторов, включала в себя пангерманцев, христиан-социалистов и антисемитов. Партия декларировала интересы среднего класса, государственных служащих, националистично настроенных рабочих и служащих, солдат. НННП имела чёткую региональную направленность на протестантские прусские районы, восточнее Эльбы. Партия отвергала революцию и выступала за сохранение монархии.
Наконец, к данным выборам промышленниками под руководством Карла Фридриха фон Сименса был основан попечительский совет по реконструкции экономической жизни Германии, который выделил 4,8 млн марок (ℳ) на финансирование избирательной кампании. Из них НДП получил 1 миллион, а ННП и НННП по 500 000 ℳ каждая. Цель состояла в том, чтобы направить в парламент «деловых людей», которые должны работать там в интересах экономики, де-факто занимаясь лоббизмом.

## Результаты
Из 36.766 млн избирателей, обладающих правом голоса, на выборы пришло только 83 % от их числа. Таким образом, явка с прошлых выборов снизилась почти на 5 %, однако число избирателей резко возросло ввиду нового закона о выборах, благодаря чему было подано на 167 % голосов больше — было получено до 20 миллионов новых голосов.
СДПГ стала крупнейшей партией государства, получив 37,9 % голосов, а НСДПГ всего 7,6 %, однако левые силы был значительно сильнее, чем на последних выборах, однако обе партии суммарно не имели большинства, что ограничивало их возможности по ведению собственной политики.
НДП же добилась ошеломляющего, для новой партии, успеха, получив 18,5 % голосов, что по сравнению с партией-предшественником было на 6,2 %.
БНП и Центр получили 19,7 % голосов, что на 3,3 % стало больше, чем на прошлых выборах.

Худшие результаты получились у НННП и ННП, которые получили значительно меньшие голоса, чем на прошлых выборах их предшественники, хотя 1912 год итак был довольно кризисным для правых либералов, теперь же он был особенно очевиден.
| Партия                                             | Голосов    | %      | Мест |
| -------------------------------------------------- | ---------- | ------ | ---- |
| Социал-демократическая партия Германии             | 11 509 048 | 37,86  | 163  |
| Католическая партия центра                         | 5 980 216  | 19,67  | 91   |
| Немецкая демократическая партия                    | 5 641 825  | 18,56  | 75   |
| Немецкая национальная народная партия              | 3 121 479  | 10,27  | 44   |
| Независимая социал-демократическая партия Германии | 2 317 290  | 7,62   | 22   |
| Немецкая народная партия                           | 1 345 638  | 4,43   | 19   |
| Прочие партии                                      | 484 790    | 1,59   | 7    |
| Общий результат                                    | 30 400 286 | 100,00 | 421  |

## Созыв
Учредительное собрание было созвано 6 февраля 1919 года в политически спокойном городе Веймар. Итог выборов сам намекал на коалицию, посему после непродолжительных переговоров, была сформирована центристская Веймарская коалиция между СДПГ, Центром и НДП. НСДПГ не вошла в коалицию из-за создавшихся между ними разногласий. Была возможна малая коалиция между СДПГ и ДДП, однако последние, посчитав, что данный союз не будет равносилен, отказались от данной задумки.
Уже 10 февраля был принят закон об учредительном собрании.
11 февраля Фридрих Эберт был избран Рейхспрезидентом. В этот же день Филипп Шейдеман, получив должность Рейхсканцлера, начал формирование правительства, ознаменовав конец революционного периода в стране.